# ناحیه باندربان
ناحیه باندربان (به لاتین: Bandarban District) یک ناحیه در بنگلادش است که در استان چیتاگونگ واقع شده‌است.

## خصوصیات
ناحیه باندربان ۴٬۴۷۹٫۰۱ کیلومترمربع مساحت و ۳۸۸٬۳۳۵ نفر جمعیت دارد.